# 蒂欧库尔-勒涅维尔
蒂欧库尔-勒涅维尔（法語：Thiaucourt-Regniéville，法語發音：[tjokuʁ ʁəɲevil]）是法国默尔特-摩泽尔省的一个市镇，位于该省中部偏西，属于图勒区。

## 历史
该市镇于1942年由原市镇蒂欧库尔（Thiaucourt）和勒涅维尔（Regniéville）合并而成，合并后的新市镇仍名为“蒂欧库尔”，直到1962年才更名为今天的“蒂欧库尔-勒涅维尔”（Thiaucourt-Regniéville）。

## 地理
蒂欧库尔-勒涅维尔（48°57'15"N, 5°51'58"E）面积19.01 平方千米，位于法国大東部大區默尔特-摩泽尔省，该省份为法国东北部内陆省份，是洛林的一部分，北邻比利时、卢森堡，北起顺时针与摩泽尔省、下莱茵省、孚日省和默兹省接壤。
与蒂欧库尔-勒涅维尔接壤的市镇（或旧市镇、城区）包括：布永维尔、厄沃赞、费昂艾、若尔尼、利梅雷默诺维尔、维耶维尔昂艾、特雷河畔维尔塞、克萨姆、瓦夫尔地区伯内。
蒂欧库尔-勒涅维尔的时区为UTC+01:00、UTC+02:00（夏令时）。

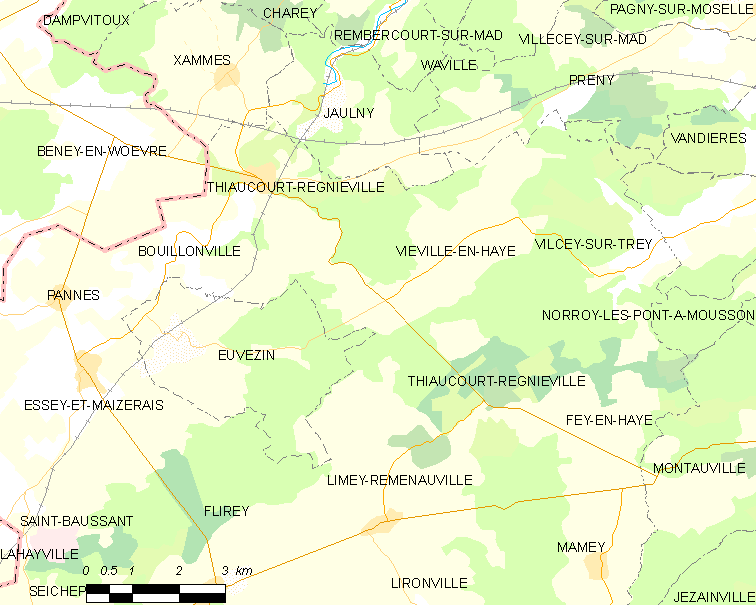
蒂欧库尔-勒涅维尔的OSM定位图

## 行政
蒂欧库尔-勒涅维尔的邮政编码为54470，INSEE市镇编码为54518。

## 政治
蒂欧库尔-勒涅维尔所属的省级选区为北图卢瓦县。

## 人口

1962-2008年间蒂欧库尔-勒涅维尔人口变化图示

蒂欧库尔-勒涅维尔于2022年1月1日时的人口数量为1120人。